# Руй, Йозеф ван
Йозеф Эрнест ван Руй (нидерл. Jozef Ernest Van Roey; 13 января 1874, Ворселар, Бельгия — 6 августа 1961, Брюссель, Бельгия) — бельгийский кардинал. Архиепископ Мехелена и примас Бельгии с 12 марта 1926 по 6 августа 1961. Военный ординарий Бельгии с 1957 по 6 августа 1961. Кардинал-священник с 20 июня 1927, с титулом церкви Санта-Мария-ин-Арачели с 23 июня 1927. Кардинал-протопресвитер с 29 марта 1958.

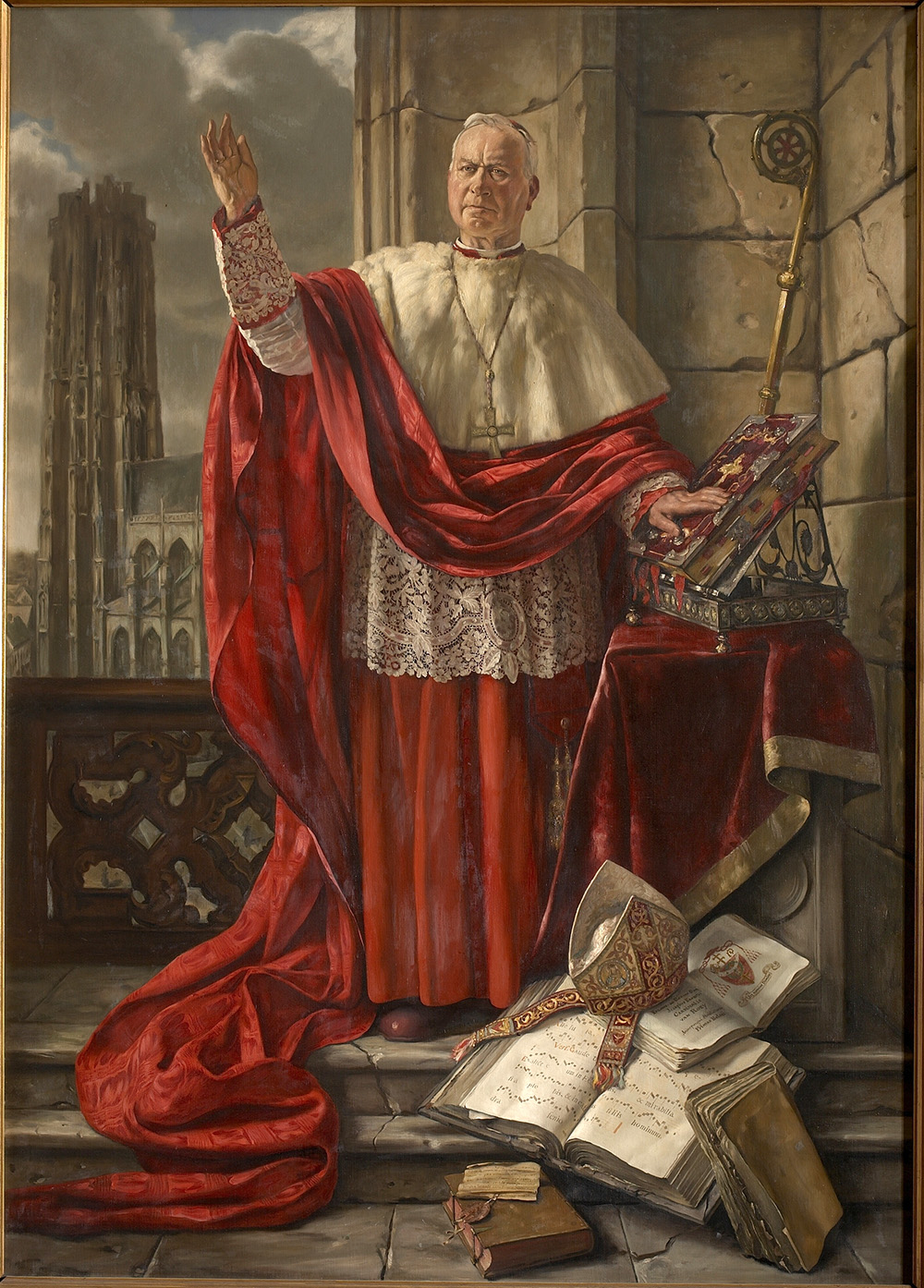
Portrait de Mgr Van Roey par Serge Ivanoff, 1944